# Kalvarienberg (Aigen im Mühlkreis)

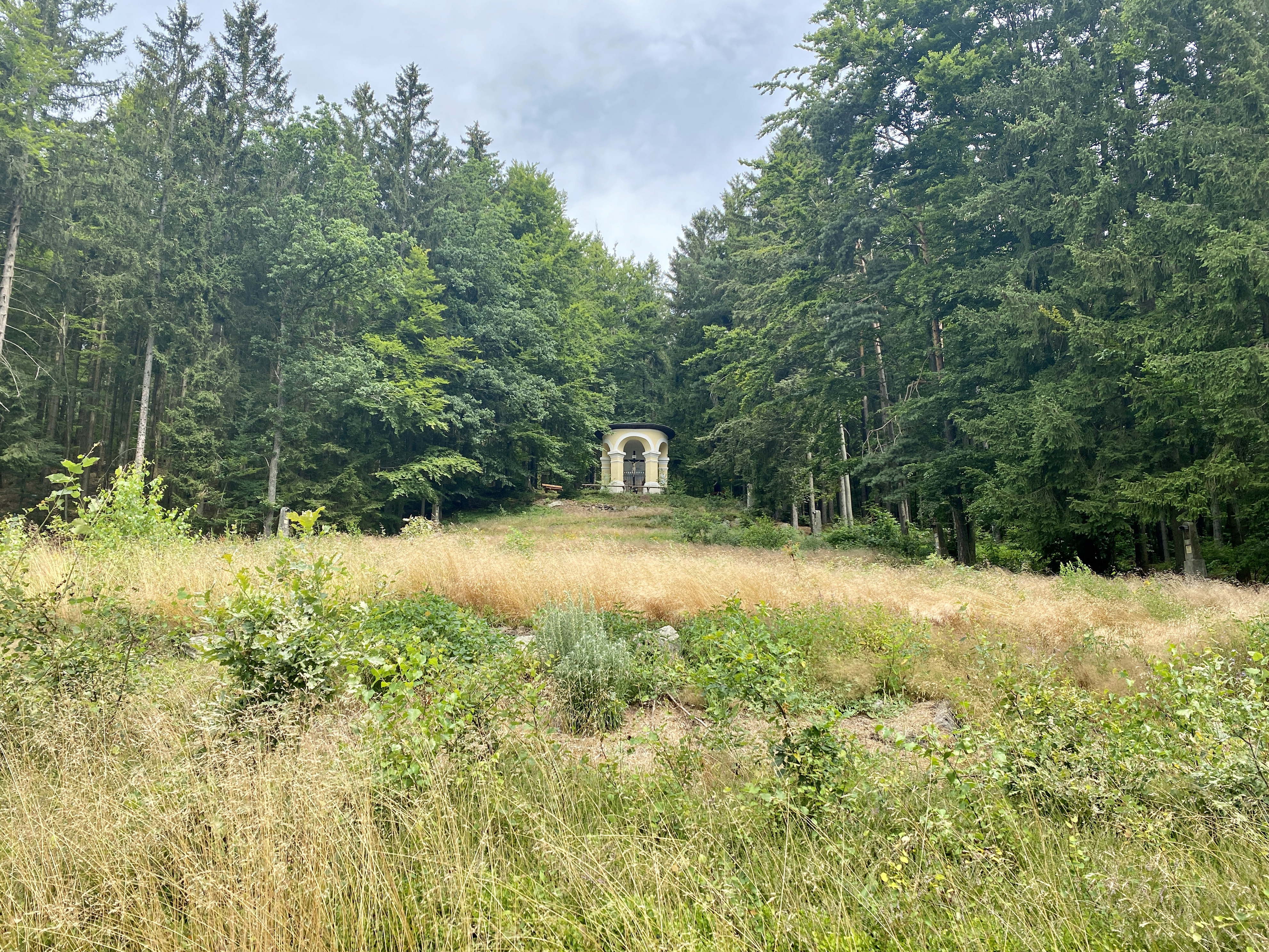
Kalvarienberg in Aigen im Mühlkreis

Der Kalvarienberg Aigen befindet sich am Abhang des Böhmerwaldes im Norden des Marktes Aigen im Mühlkreis in der Marktgemeinde Aigen-Schlägl im Bezirk Rohrbach in Oberösterreich. Benannt ist der 685 m hohe Hügel nach der Bezeichnung von Christis Hinrichtungsstätte Kalvarienberg. Die Kapelle und der Kreuzweg stehen unter Denkmalschutz (Listeneintrag).

## Geschichte
Den Kalvarienberg ließ der Schlägler Abt Martin Greysing aus Vorarlberg im Jahr 1660 anlegen. Restaurierungen waren 1904, 1958 und 1994.

## Beschreibung
Der Kalvarienberg liegt auf einer Anhöhe nördlich der Ortschaft und ist über einen steilen Aufstieg erreichbar. An dem Zuweg befinden sich Kreuzwegstationen vom Ende des 19. Jahrhunderts, bestehend jeweils aus einem Steinpfeiler mit eingelassenem Bronzerelief.
Auf dem Gipfel befindet sich die weithin sichtbare römisch-katholische Kalvarienbergkapelle, ein nach drei Seiten offener barocker Rundbau mit weit vorkragendem Kegeldach aus der Mitte des 17. Jahrhunderts. Die hölzerne Kreuzigungsgruppe wurde von Johann Worath um 1650 geschnitzt und erhielt Anfang des 20. Jahrhunderts eine neue Fassung. Sie wurde im Auftrag des Abtes Martin Greysing ausgeführt und zeigt den gekreuzigten Christus, Johannes und Maria. Das einfriedende Lanzettspitzengitter stammt aus dem Anfang des 19. Jahrhunderts.
Westliche der Kapelle befindet sich in einer um 1900 erbauten Grottennische aus Natursteinen das Grab Christi, bewacht von zwei Soldaten, die aus geschnittenem und bemaltem Blech hergestellt wurden.
Am Berg wachsen Mooskiefernwälder. Es gibt einen seltenen geologischen Aufschluss von Myloniten der Pfahlstörung. Der Kalvarienberg befindet sich innerhalb des 9.350 Hektar großen Europaschutzgebiets Böhmerwald-Mühltäler. Er ist außerdem Teil der 22.302 Hektar großen Important Bird Area Böhmerwald und Mühltal.
Der Rupertiweg, der zum Europäischen Fernwanderweg E10 gehört, führt über den Berg.